# Diervillaceae
Diervillaceae, Pyck (1998), é uma família de plantas angiospérmicas (plantas com flor - divisão Magnoliophyta), pertencente à ordem Dipsacales.
A ordem à qual pertence esta família está por sua vez incluida na classe Magnoliopsida (Dicotiledóneas): desenvolvem portanto embriões com dois ou mais cotilédones.
São arbustos de folhas opostas originárias da Ásia e sudeste dos Estados Unidos.

## Gêneros
Segundo a Classificação Filogenética APG a família é constituida por dois gêneros:
- Diervilla
- Weigela.

Na Classificação Clássica de Cronquist, estes dois gêneros foram classificados como pertencentes a família Caprifoliaceae.